# Godfrey Hounsfield
Sir Godfrey Newbold Hounsfield, CBE, FRS, angleški elektrotehnik, nobelovec, * 28. avgust 1919, Nottinghamshire, Anglija, Združeno kraljestvo, † 12. avgust 2004, Kingston upon Thames, Surrey.
Bil je eden od pionirjev razvoja sodobnih elektronskih računalnikov v Združenem kraljestvu, znan pa je predvsem po izumu naprave za računalniško tomografijo z rentgenskimi žarki, ki je revolucionarizirala medicinsko diagnostiko. Z Allanom Cormackom, ki je neodvisno od njega razvil matematično podlago za delovanje take naprave, si je leta 1979 razdelil Nobelovo nagrado za fiziologijo ali medicino.

## Življenjepis
Rodil se je blizu kraja Newark on Trent na vzhodu Nottinghamshira v Angliji in odraščal na družinski kmetiji v Suttonu. Kot otrok je bil nekoliko introvertiran, že v zgodnji mladosti pa se je navdušil nad tehniko in je prosti čas posvečal eksperimentiranju z mlatilnicami, generatorji ter drugimi napravami na kmetiji. Kot najstnik je pustil šolo in se zaposlil kot risar pri lokalnemu gradbeniku.
Ob izbruhu druge svetovne vojne se je javil v Kraljevo vojno letalstvo kot rezervist, kar mu je omogočilo dostop do literature za radijske mehanike. Brez posebnih pričakovanj je opravil strokovni izpit, na katerem se je odrezal tako dobro, da so ga imenovali za inštruktorja radarske mehanike. V tej vlogi je med vojno poučeval na več šolah, sodeloval pri razvoju tehnike in napredoval do čina desetnika. Pritegnil je pozornost vice-maršala, ki mu je po vojni priskrbel štipendijo za pridobitev diplome na elektrotehniškem kolidžu Faraday House v Londonu. To je bila edina formalna izobrazba, ki jo je pridobil.
Leta 1951 se je zaposlil v razvojnem oddelku podjetja EMI, kjer se je najprej ukvarjal z razvojem vojaške tehnologije, kmalu pa je njegovo zanimanje pritegnilo računalništvo, ki je bilo takrat še v povojih. Konec 1950. let je razvojna ekipa pod njegovim vodstvom sestavila prvi britanski računalnik, v celoti sestavljen iz tranzistorjev. Z domiselno rešitvijo je zaobšel problem počasnosti takratnih tranzistorjev in tako pripomogel k hitrejšemu zatonu tehnologije vakuumskih cevi. Kasneje se je, brez uspeha, ukvarjal z izboljševanjem pomnilnika. Zaradi ohlapnega vodstva ni bil vezan na projekt, zato je lahko začel razmišljati o drugih problemih.

### Delo na področju računalniške tomografije
Osredotočil se je na računalniško rekonstrukcijo slik, saj ga je, po lastnih besedah, zanimalo, kako bi lahko izdelal tridimenzionalno sliko notranjosti škatle iz meritev absorpcije sevanja z različnih kotov. Brez poznavanja dela drugih raziskovalcev na tem področju je napisal delujoč računalniški program kot dokaz koncepta, ki je takoj pritegnil pozornost zdravstvenega ministrstva, ki je s sofinanciranjem omogočilo nadaljevanje projekta. Prvi prototip je deloval na žarke gama, z njim je uspešno rekonstruiral slike nekaterih preprostih predmetov. Že z drugim prototipom na rentgenske žarke je uspešno razločil sivo in belo možganovino v izoliranih govejih možganih, vendar predstavitev rezultata na kongresu leta 1971 zaradi spleta okoliščin ni bila deležna večje pozornosti.
Hounsfield je želel že takoj izdelati skener za celotno telo, a se je ekipa po posvetu z radiologi lotila manjše naprave za slikanje glave. Kljub dejstvu, da strokovnjaki izven kroga svetovalcev projekta, ki so jim predstavili idejo, niso izrazili zanimanja, je ministrstvo tvegalo in naročilo tri naprave. Prvi posnetek glave živega subjekta je naredil na sebi, končan prototip pa je bil oktobra 1971 nameščen na radiološkem oddelku bolnišnice v Wimbledonu. Že v prvem preskusu na bolnici z neznano boleznijo možgan je naprava pokazala jasno sliko tumorske ciste v sredini prednjega režnja. Slike tega in nadaljnjih uspešnih preskusov so povzročile senzacijo na kongresu radiologov naslednje leto, zato je bilo podjetje EMI kmalu zasuto z naročili, kljub začetni ceni 250.000 funtov. V naslednjih nekaj letih je Hounsfield izdelal prvi skener za celotno telo, ki se je prav tako izkazal za senzacijo.
Kljub ogromnim prihodkom na račun Hounsfieldovega izuma se je kmalu izkazalo, da podjetje EMI ni imelo dolgoročne vizije razvoja medicinskih naprav. Zato in zaradi nekaterih zgrešenih poslovnih odločitev vodstva jih je začela prehitevati konkurenca. Hounsfield je bil odgovoren za dolgoročni razvoj in se začel ukvarjati s slikanjem z jedrsko magnetno resonanco, nato pa je vodstvo leta 1979 ves proizvodni program prodalo podjetju Thorn Electrical Industries. Tudi novi lastniki se niso nameravali ukvarjati z medicinsko tehnologijo, zato so ta del programa prodali dalje. S tem se je Hounsfieldov življenjski projekt končal.

### Zadnja leta
Godfrey Houndsfield se je upokojil leta 1984, ostal pa je aktiven kot svetovalec za medicinsko slikanje v več bolnišnicah. Bil je skromna osebnost in se je do konca življenja izogibal slavi, ki mu jo je prinesel njegov izum. Nikoli se ni poročil ali imel otrok. Zadnja leta svojega življenja je trpel za pljučno fibrozo, za katero je umrl leta 2004.

## Priznanja in zapuščina
Godfrey Hounsfield je za svoje delo prejel številna priznanja, med njimi leta 1975 Lasker-DeBakeyjevo nagrado za klinične medicinske raziskave in leta 1979 Nobelovo nagrado za fiziologijo ali medicino. Več univerz mu je podelilo častne doktorate. Leta 1976 je postal poveljnik reda Britanskega imperija (CBE), leta 1981 pa ga je britanska kraljica povišala v viteza. Kljub temu, da ni imel univerzitetne izobrazbe in je objavil le malo del, je bil leta 1975 izvoljen za člana Kraljeve družbe, kar je za to inštitucijo redkost.
Razvoj računalniških tomografov v nadaljnjih desetletih je bil bliskovit in je močno pripomogel k sodobni medicinski diagnostiki. Po izumitelju te tehnologije se danes imenuje Hounsfieldova lestvica, merilo za absorpcijsko gostoto materialov.